# Bill Chernaud
Bill Chernaud (Tchernobyl en verlan) était un pseudonyme des critiques de cinéma du journal Libération. Il fut utilisé à partir de 1986 et la dernière chronique sous ce nom fut écrite en 2007. Le pseudonyme était utilisé pour critiquer les mauvais films de la semaine. 
Le pseudonyme fut créé au départ par Gérard Lefort. Il fut également utilisé par d'autres journalistes dont Marie Colmant, Didier Péron, Olivier Séguret.